# BloodRayne: The Third Reich
BloodRayne: The Third Reich is een Duits-Amerikaanse fantasyfilm uit 2011 onder regie van Uwe Boll, gebaseerd op het gelijknamige computerspel. De productie was een vervolg op BloodRayne uit 2005 en BloodRayne 2: Deliverance uit 2007.
De rol van Rayne werd voor deze film weer gespeeld door actrice Natassia Malthe.

## Verhaal
De Tweede Wereldoorlog. 1943. Aan het Oostfront bij de afgrond van de Apocalyps, komen de verzetsstrijders Nathaniel, Vasyl en Magda in opstand tegen het Duitse leger. Maar onder leiding van de gewetenloze commandant Brand houdt de Duitse stelling stand en wordt de doorgang van transportvoertuigen naar het concentratiekamp verzekert. De dokter is vooral geïnteresseerd in het ontleden van vampieren. dhampir (half mens, half vampier), Rayne kiest de kant van de verzetstrijders en raakt betrokken in een bloedig gevecht met commandant Brand. Rayne heeft geen idee dat Brand zichzelf met haar bloed heeft geïnfecteerd en een leger van ondoden tot leven aan het wekken is. Rayne en het verzet moeten de vampiertroepen uitschakelen voor de ondoden kunnen oprukken naar Berlijn om Hitler tot een onsterfelijke dictator te kronen.

## Rolbezetting
| Acteur             | Personage                                                       |
| ------------------ | --------------------------------------------------------------- |
| Natassia Malthe    | Rayne                                                           |
| Michael Paré       | commandant Ekart Brand                                          |
| Brendan Fletcher   | Nathaniel Gregor                                                |
| Clint Howard       | dr. Wolfgang Mangler, gebaseerd op de Nazi dokter Josef Mengele |
| Natalia Guslistaya | Vasyl Tishenko                                                  |
| Annett Culp        | Magda Marković                                                  |
| Steffen Mennekes   | Lieutenant Kaspar Jaeger                                        |